# 247

## Esdeveniments
- Alexandria (Egipte): Sant Dionís és investit bisbe i patriarca de la ciutat, succeint a Heracles.

## Necrològiques
- Alexandria (Egipte): Heracles, patriarca de la ciutat.